# Auguste Vincent (avocat)
Pour les articles homonymes, voir Auguste Vincent et Vincent.
Auguste Vincent (né le 27 juin 1915 et mort le 22 octobre 1998) est un avocat et homme politique fédéral du Québec.

## Biographie
Né à Lorrainville dans le comté de Témiscamingue, il devient député du Parti libéral du Canada dans la circonscription fédérale de Longueuil en 1953. Réélu en 1957, il est défait en 1958 et en 1962 par le progressiste-conservateur Pierre Sévigny. 